# Кафана Жагубица (Београд)
Кафана Жагубица постојала је пре Другог светског рата. Налазила се у Београду, у Рузвелтовој број 2. Лоцирана је преко пута окретнице трамваја ка Улици краљице Марије. Данас се ту налази клуб Трамвај.

## Историјат
Кафана Жагубица постојала је још од прве половине 20. века па све до пре две деценије 21. века. Адреса је била Краљице Марије 119. Налазила се на углу Гробљанске (данас Рузвелтове) и Краљице Марије (некад 27. марта). Имала је натпис ћирилицом исписан прилично нечитко неонско зелене боје изнад улаза. То је било састајалиште дунђера, грађевинских техничара, различитих мајстора, као и студената оближњег Машинског факултета.
Зграда је имала подрум, партер и два спрата. Поред велике кафане била су и три дућана и девет станова. Локација је била повољна, у близини новог Техничког факултета, Библиотеке и Краљеве задужбине за станове ђака Универзитета.

## Данас Клуб Трамвај
Данас се на том месту налази клуб Трамвај назван по томе што ту пролазе стално трамваји дуж Рузвелтове, а и скрећу у Краљице Марије.

## Занимљивости
- Године 1927, првог јуна је објављена продаја зграде у којој се налази кафана Жагубица на углу Гробљанске и Ратарске улице.[2]
- Трамвајско стајалиште код кафане Жагубица је било увек дестинација за одређивање трамвајских карата, било да су оне биле бесплатне или за особе које имају право на повлашћене карте.[4]
- Када су уведени коњски трамваји, биле су важне три линије. Прва је ишла од кафане Три сељака до Српске круне (Славија - Калемегдан), друга на релацији Шишко - Гробље (Теразије - Рузвелтова) и трећа од кафане Жагубица до електричне централе на Дорћолу.[5]
- Године 1931. кафеџија Драгољуб Раденковић је узео у закуп кафану Жагубица. Крајем 1933. и почетком 1934. кафеџија није имао пара да плати закуп. Власник локала изда другом закупцу, али Драгољуб није хтео да се исели јер му је закуп важио до новембра 1934. године. Попис је извршна власт смела да прави од 8 сати ујутру до 6 сати поподне. Кафеџија је после 6 часова поподне уносио столове, столице и стакларију, организовао свирку и пунио кафану до последњег места. То је доспело и до суда, а и окарактерисано је као кривично дело. У кафани је био само један сто и једна столица док се судски спор не реши између власника, кафеџије и нових закупаца.[6]